# Jag står förvisst för Jesus Krist
Jag står förvisst för Jesus Krist är en kör med text och musik från 1887 av Frederic William Fry.

## Publicerad som
- Nr 837 i Frälsningsarméns sångbok 1990 under rubriken "Glädje, vittnesbörd, tjänst".